# Roscoe Lockwood
Roscoe Conkling Lockwood (født 22. november 1875 i Upper Pitsgrove, New Jersey, død 24. november 1960) var en amerikansk roer, som deltog i OL 1900 i Paris.

## Rokarriere
Lockwood roede for Vesper Boat Club i Philadelphia og var med i klubbens otter.  Han var med i denne båd, der repræsenterede USA ved OL 1900 i Paris sammen med Bill Carr, John Exley, John Geiger, Ed Hedley, Jim Juvenal, Harry DeBaecke, Ed Marsh og Lou Abell (styrmand). Amerikanerne kvalificerede sig let til finalen, hvor de også vandt klart med et forspring på seks sekunder til belgierne på andenpladsen, mens den hollandske båd blev nummer tre.

## Videre karriere
Lockwood blev senere chefefterforsker for New Jerseys afdeling for alkoholkontrol, hvor han var ansat fra denne afdelings oprettelse til han blev pensioneret som 81-årig.